# De mortuis nihil nisi bonum
De mortuis nihil nisi bonum (o De mortuis nil nisi bonum dicendum est), che tradotta significa "dei morti niente si dica se non il bene", è una locuzione proveniente da Vita e opinioni di filosofi eminenti di Diogene Laerzio, che la attribuisce a Chilone.

## Significato
La frase, originariamente in greco (τὸν τεθνηκóτα μὴ κακολογεῖν), fu tradotta in latino nel 1432 dal teologo Ambrogio Traversari. Si usa spesso in riferimento a discorsi su persone morte di recente, anche per non urtare i sentimenti delle persone vicine al defunto. 

In generale va interpretata nel senso che la pietra tombale chiude tutte le polemiche e le dicerie nei confronti della persona morta. Un segno di rispetto ma anche di quella pietas tanto cara ai latini nei confronti dei defunti.